# عمر هولنيس
عمر هولنيس (بالإنجليزية: Omar Holness)‏ هو لاعب كرة قدم جامايكي، ولد في 13 مارس 1994 في كينغستون في جامايكا. شارك مع منتخب جامايكا تحت 17 سنة لكرة القدم ومنتخب جامايكا لكرة القدم. أما مع النوادي، فقد لعب مع بورتلاند تمبرز وريال سالت ليك وريال موناركس.

## وصلات خارجية
- عمر هولنيس على موقع الاتحاد الدولي (مؤرشف)  (الإنجليزية)
- عمر هولنيس على موقع الدوري الأمريكي (الإنجليزية)
- عمر هولنيس على موقع قاعدة بيانات كرة القدم.إي يو (الإنجليزية)
- عمر هولنيس على موقع ناشيونال فوتبول تيمز (الإنجليزية)
- عمر هولنيس على موقع Soccerway.com (الإنجليزية)
- عمر هولنيس على موقع AS.com (الإسبانية)